# Erevollution
eRevollution је MMORPG друштвена стратешка игра коју је прозвела компанија eRevollution. Покренута је 01. јануара 2016. и бесплатно је доступна путем Интернета. Радња је смештена у измишљеном свету, где су играчи који се називају грађани укључени у локалне или националне партије, економију, посао, као и ратовање против других држава. Твроци игре су непознати заједници, али се зна да играју игру заједно са игрчима. Играње је омогућено у већини модерних браузера. Тренутно постоји око 20 (тражи се податак) чланова особља поред оснивача сајта.
Сајт је, осим на енглеском доступан и на немачком, руском, француском, шпанском, португалском, шведском, мађарском, румунском, албанском, српском, пољском, бразилском, француском, италијанском и још много других.

## Циљ игре
Реч је о онлајн интернет игри која омогућава повезивање са хиљадама других, стварних играча. Након регистрације, додатни налози се више не могу правити са истог рачунара, нити се може управљти туђим налозима са тог рачунара. У измишљеном онлајн свету постоји могућност да члан заједнице (односно нације) управља својим компанијама, ради у туђим, тренира и ратује. Каријера се не мора свести на економију и рат. Уласком у политичке воде може се постати председник странке, члан конгреса, па и председник државе. Отварањем новина могу се издавати чланци и стећи новинарска слава. Игра захтева познавање економије, математике, рачунара, политике и дипломатије. Осим индивидуалног циља (који се поред свих наведених могућности своди и на поене искуства, који су симбол моћи) постоји и заједнички циљ једног виртуелног народа. Тако на пример сваки еСрбин, еХрват, еЕнглез (итд.) има циљ да поред свог налога унапреди и стање у земљи - преко нових освајања и јачање економије. Данас је активно око 56.000 играча.